# Francisco Javier Clavijero
Francisco Javier Clavijero, né le 6 septembre 1731 à Veracruz (Mexique) et décédé le 2 avril 1787 à Bologne (Italie), était un prêtre Jésuite hispano-mexicain, enseignant, professeur et historien de Nouvelle-Espagne. En 1767 lorsque les jésuites furent expulsés d'Espagne et de ses colonies, il fut contraint de s'exiler en Italie où il écrivit un important ouvrage sur l'histoire et la civilisation précolombienne au Mexique.

## Jeunesse
Il est né à Veracruz de père espagnol et de mère créole. Son père travaillait pour la Couronne d'Espagne dans l'administration; c'est pourquoi il fut fréquemment muté avec sa famille d'une ville à l'autre, le plus souvent dans des régions majoritairement indigènes. Ainsi jeune encore, Clavijero apprit le Nahuatl, l'Otomi et le Mixtèque et s'intéressa à l'histoire, aux coutumes et aux civilisations précolombiennes. La famille vécut à Tepoztlan, Puebla, et, plus tard, à Jamiltepec, dans la région mixtèque d'Oaxaca.
Son biographe, Juan Luis Maneiro, écrit :

« Dès son enfance, il eut l'occasion de se mêler intimement avec la population indigène, d'apprendre dans le détail son tempérament et ses coutumes, et d'étudier attentivement les nombreuses choses propres à cette terre, que ce soient des plantes, des animaux ou des minéraux. Il n'y avait pas de haute montagne, de grotte obscure, d'agréable vallée, de source, de ruisseau ou de tout autre endroit susceptible d'attirer sa curiosité, que les Indiens ne lui montrèrent afin de lui faire plaisir (...) »

## Éducation
Il débuta ses études à Puebla, où, vers 1743, il étudiait la grammaire au collège de San Jerónimo, puis il se rendit au collège jésuite de San Ignacio pour entamer des études de philosophie, de latin et de théologie. À la fin de ces études, attiré par le sacerdoce, il entra au séminaire de Puebla.
Après quelques hésitations, il désira devenir jésuite, et peu après, en février 1748, il rejoignit le collège de cet ordre à Tepoztlán dans l'État de Morelos. Tout en perfectionnant ses connaissances de latin, il y apprit le grec ancien, le français, le portugais, l'italien, l'allemand et l'anglais. En 1751, il fut envoyé de nouveau à Puebla pour des études approfondies de philosophie. Là il prit connaissance des travaux de philosophes, tels que Gassendi, Purchot, Du Hamel, Descartes, Newton et Leibniz. C'est de cette période de sa vie que lui vint cet intérêt qu'il a toujours montré pour les nouveaux courants de pensée critique, qui mirent en évidence la nécessité de modifier les études scientifiques et philosophiques de l'époque.
Puis, pour poursuivre le programme d'études établi par les Jésuites, il fut envoyé à Mexico, au collège de San Pedro y Pablo, compléter sa formation théologique et philosophique. Là il rencontra d'autres étudiants d'envergure appartenant à son ordre, tels que José Rafaël Compoy, Andrés Cavo, Francisco Javier Alegre, Juan Luis Maneiro (qui fut son biographe), et Pedro José Márquez, un groupe connu aujourd'hui sous le nom des « humanistes mexicains du XVIIIe siècle ». Alors qu'il était toujours étudiant, il commença à enseigner, et fut nommé préfet du collège de San Ildefonso. Un peu plus tard, ses supérieurs lui confièrent la chaire de rhétorique au scolasticat jésuite, nomination exceptionnelle, car il n'était pas encore ordonné prêtre.

## Sacerdoce, enseignement et recherches historiques
Le 17 octobre 1754, il fut ordonné prêtre, à Mexico, et il commença à enseigner au collège de San Gregorio, créé pour dispenser éducation et formation chrétienne aux jeunes indigènes. Il y passa cinq années, pendant lesquelles il se rendit compte combien étaient désuètes les méthodes employées pour former les jeunes. Il soumit son avis à ses supérieurs, et osa même proposer des réformes inspirées de lectures qui lui avaient ouvert l'esprit à la modernité. En marge de ses tâches d'enseignant, il poursuivit ses recherches historiques. Ainsi que le dit son biographe :

« Durant ces cinq années, il examina avec une grande curiosité tous les documents relatifs à la nation mexicaine, qui avaient été recueillis en grand nombre au Collège de San Pedro y Pablo. Avec beaucoup d'efforts, il parvint à en extraire de précieux trésors, qu'il publia plus tard dans l'histoire qu'il destinait à la postérité. »

Pourtant son séjour au Collège de San Gregorio ne fut pas exempt de problèmes. Dans une lettre datée du 3 avril 1761, son supérieur provincial, Pedro Reales, lui reproche que « vous avez totalement ébranlé le joug de l'obéissance, en répondant par un Je ne veux pas à ceux qui vous fixent vos devoirs, comme cela est arrivé hier, ou, tout au moins, c'est cette réponse qui a été répétée au Supérieur, qui, en vérité, ne sait plus comment faire pour que vous preniez en charge votre travail et l'accomplissiez jusqu'au bout. Vous affecter ailleurs n'est guère une solution. Mon Révérend, en vous abstrayant presque totalement au but unique poursuivi par ceux qui vivent dans ce collège, et en vous consacrant à d'autres tâches et études qui vous occupent entièrement, vous menez une vie et vous donnez un exemple qui ne nous satisfont pas. »
Il paraît clair que ces « autres tâches et études » qui occupaient le Père Clavijero n'étaient autres que les codex aztèques et les livres datant de la Conquête, qui avaient été donnés au Collège de San Pedro y Pablo par Carlos de Sigüenza y Góngora. Selon la biographie de Maneiro, Clavidejo prit Sigüenza comme exemple dans ses recherches, et il était ravi de sa bienveillance et de son amour pour les Indiens. Il admirait également beaucoup la culture de ces Indiens, et il ne cessa jamais d'essayer de déchiffrer les idéogrammes figurant dans les codex.
Probablement à cause de l'avertissement donné par le Père Pedro Reales, Clavijero fut muté au Collège de San Javier à Puebla, destiné également à l'éducation de la jeunesse indienne. Il enseigna là pendant trois ans. En 1764, il fut à nouveau transféré à Valladolid (aujourd'hui Morelia), pour enseigner la philosophie au Grand Séminaire de cette ville. Plus rationaliste que ses prédécesseurs, il fut un innovateur dans le domaine. Le bon travail accompli à Valladolid lui valut d'être promu dans le même poste à Guadalajara, ville plus importante que ses deux affectations précédentes. Ce fut à Guadalajara qu'il finit son traité Physica Particularis, qui, avec Cursus Philosophicus, révèlent sa pensée scientifique et philosophique.

## Expulsion des Jésuites et travaux de Clavijero en Italie

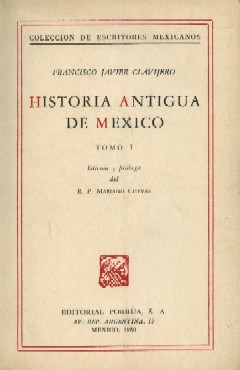
Historia Antigua de México (1780)

La Compagnie de Jésus, parce que puissante et influente, possédait des détracteurs et des ennemis. Les missionnaires jésuites avaient travaillé de façon pacifique presque depuis la fondation de cet Ordre en Nouvelle Espagne, lorsque le 25 juin 1767 leur parvint l'ordre donné par le roi Charles III de se retirer de toutes les colonies espagnoles. Lorsque Clavijero quitta sa terre natale, il se rendit tout d'abord à Ferrare, en Italie, puis s'établit à Bologne, où il séjourna jusqu'à sa mort.
En Italie, il consacra son temps à ses recherches historiques. Bien qu'il n'eût plus accès aux codex aztèques, ses livres de référence, ni aux comptes-rendus des premiers Conquistadors espagnols, il avait gardé en mémoire de ses études précédentes beaucoup d'informations nécessaires. Il fut capable d'écrire l'ouvrage qu'il avait toujours eu l'intention de faire, La Historia Antigua De México. En Italie, un ouvrage du prussien Corneille de Pauw retint son attention. Il était intitulé Recherches philosophiques concernant les Américains. Ce livre lui révéla l'étendue de l'ignorance qu'avaient les Européens de la culture américaine précolombienne, ce qui l'encouragea à achever son travail afin d'exposer la véritable histoire du Mexique.

## Son œuvre majeure: laHistoria...
Il travailla pendant plusieurs années sur son Histoire ancienne du Mexique, consultant des bibliothèques italiennes et correspondant avec des amis restés au Mexique, afin qu'ils consultent pour lui les ouvrages originaux. Enfin, son ouvrage fut achevé : composé de dix volumes, il raconte la véritable culture mexicaine d'avant la conquête espagnole. Le manuscrit original était en espagnol, mais, avec l'aide de quelques amis italiens, le Père Clavijero le traduisit dans cette langue. Le livre fut publié à Césène en 1780/1781, et fut accueilli par les universitaires avec une telle satisfaction, qu'il fut bientôt traduit en allemand et en anglais, retraduit même en espagnol, et qu'il connut de nombreuses éditions au Mexique. Ce n'est que bien plus tard, en 1945, que l'ouvrage original fut publié en espagnol.
La Historia de México débute par la description d'Anáhuac, et se poursuit par l'histoire vagabonde des Aztèques. Il traite de la politique, des conflits, des coutumes, de l'organisation sociale et de la culture de ceux-ci. Il établit pour la première fois la chronologie des peuples indiens, et se conclut avec l'histoire de la Conquête jusqu'à l'emprisonnement de Cuauhtémoc.
À la différence de beaucoup de ses contemporains, Clavijero présente les Indigènes du Mexique comme des êtres paisibles et bons, alors qu'il critique sévèrement les agissements des Conquistadores espagnols. Aujourd'hui l'ouvrage de Clavijero est considéré comme trop sentimental et peu fiable, mais il est toujours beaucoup lu par les historiens qui recherchent des informations détaillées sur la vie quotidienne des Amérindiens.

## Autres travaux
En plus de La Historia Antigua de México, Clavijero a publié les ouvrages suivants :
- Historia de la Antigua o Baja California, Venice, 1789, 4 volumes. C'est un résumé des travaux des missionnaires jésuites de Baja California, tels que Miguel Venegas, Juan Maria de Salvatierra, Eusebio Francesco Chini (Eusebio Kino), Juan de Ugarte, Francisco Maria Piccolo, Fernando Consag. Des traductions anglaises furent publiées à San Francisco en 1864 et à Los Angeles en 1938. C'est un précurseur de la méthode moderne historique universitaire, caractérisé par le soin apporté aux sources.
- Physica particularis. Essai
- Cursus philosophicus. Mémoire
- Une histoire des apparitions de la Vierge de Guadalupe
- Frutos en que comercia o puede comerciar la Nueva España. Essai
- De nombreuses lettres, essais, mémoires traitant de la culture mexicaine, de science naturelle, de philosophie et d'autres sujets.

## Épilogue
Le Père Francisco Javier Clavijero mourut le 2 avril 1787 à 16 heures à l'âge de 55 ans. Il ne vit pas la publication de Historia de la Antigua o Baja California. Le 5 août 1970, ses restes furent rapatriés à Veracruz, sa ville natale, et ils furent reçus avec les honneurs dus à un fils illustre. Il est maintenant enterré à la Rotonda de los Personajes Ilustres dans le Pantheon Dolores de Mexico.
Des écoles, des musées, des bibliothèques, des jardins botaniques, des avenues et des parcs dans tout le Mexique ont reçu son nom.
« La postérité jugera d'après ses œuvres combien Clavijero était grand » Son ami, son collègue, et son biographe, Père Juan Luis Maneiro.